# 羽田野忠文
羽田野 忠文（はたの ちゅうぶん、1917年1月1日 - 2004年3月17日）は、日本の政治家、弁護士。衆議院議員（4期）。

## 略歴
現大分県豊後大野市朝地町出身。1940年、法政大学専門部法律科卒業。
大日本帝国海軍法務大尉、弁護士、福岡大学教授、大分県弁護士会長、大分県議会議員を務める。
1967年の第31回衆議院議員総選挙大分1区に無所属で立候補するが、落選。1969年の第32回衆議院議員総選挙に自由民主党から出馬し、初当選。以後4期務める。1974年11月、第2次田中角栄第2次改造内閣・外務政務次官。同年12月、三木内閣・外務政務次官。1976年、三木改造内閣・法務政務次官。1981年、衆議院法務委員長。
1983年の第37回衆議院議員総選挙で落選し、政界引退。
2004年3月17日、呼吸不全のため大分市内の病院で死去。87歳没。

## 著作
- 『判例にあらわれた財産犯の理論』（酒井書店、1964年、井上正治との共著）